# Thuillières
Thuillières ist eine französische Gemeinde mit 111 Einwohnern (Stand 1. Januar 2022) im Département Vosges in der Region Grand Est (bis 2015 Lothringen). Sie gehört zum Arrondissement Neufchâteau und zum Kanton Vittel.

## Geografie

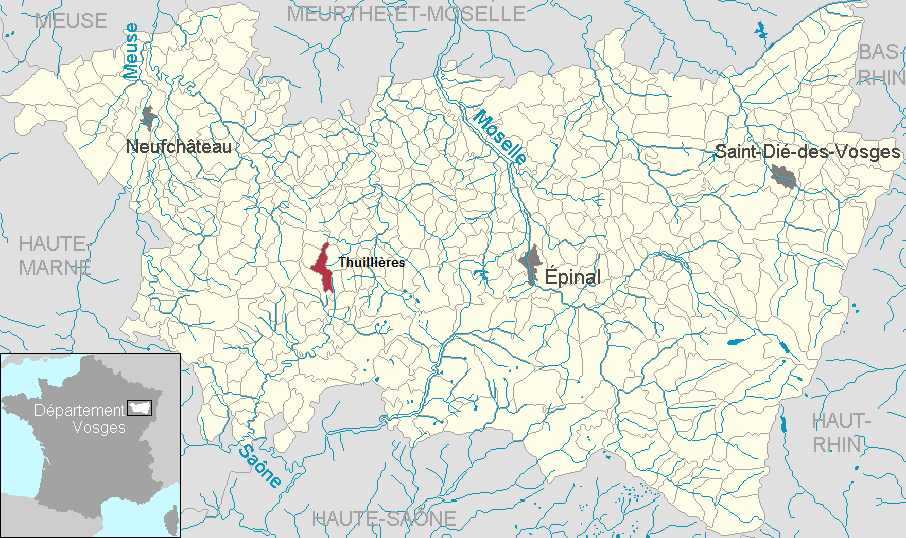
Lage der Gemeinde Thuillières im Département Vosges

Die Gemeinde Thuillières liegt am Nordrand der Monts Faucilles, etwa acht Kilometer südöstlich der durch das gleichnamige Mineralwasser bekannten Kleinstadt Vittel. Im Norden der Gemeinde Thuillières befindet sich der Wasserscheidepunkt, an dem die Einzugsgebiete von Rhein, Maas und Rhône aufeinandertreffen.
Nachbargemeinden von Thuillières sind Valleroy-le-Sec im Norden, Monthureux-le-Sec im Nordosten und Osten, Senonges im Südosten, Relanges im Süden, Saint-Baslemont im Westen sowie Lignéville und Vittel im Nordwesten.

## Bevölkerungsentwicklung
| Jahr      | 1962 | 1968 | 1975 | 1982 | 1990 | 1999 | 2008 | 2019 |
| Einwohner | 120  | 113  | 149  | 156  | 155  | 160  | 140  | 117  |

## Sehenswürdigkeiten
- Kirche Saint-Valère
- Schloss Thuillières, 1725 von Germain Boffrand gebaut

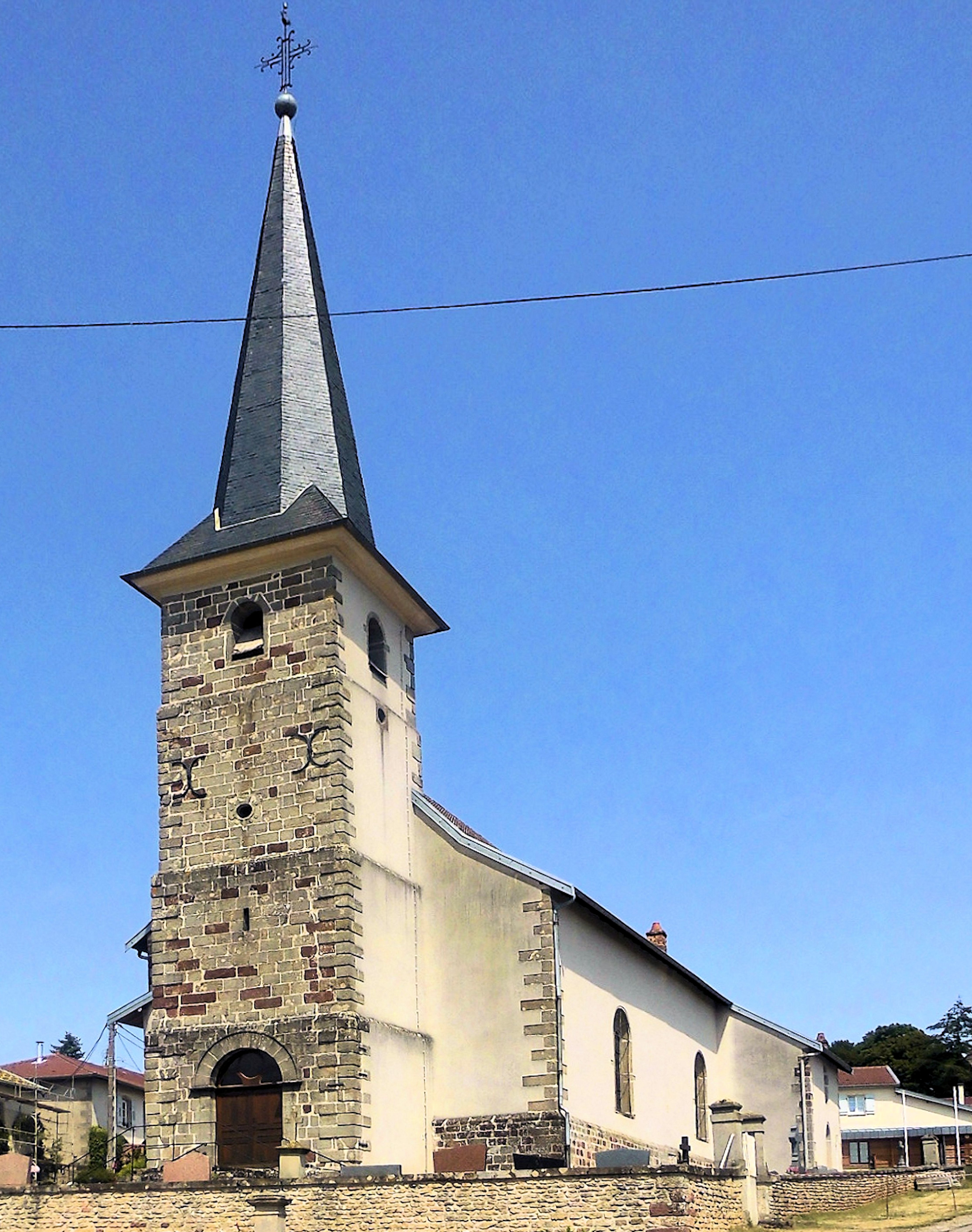
Kirche Saint-Valère
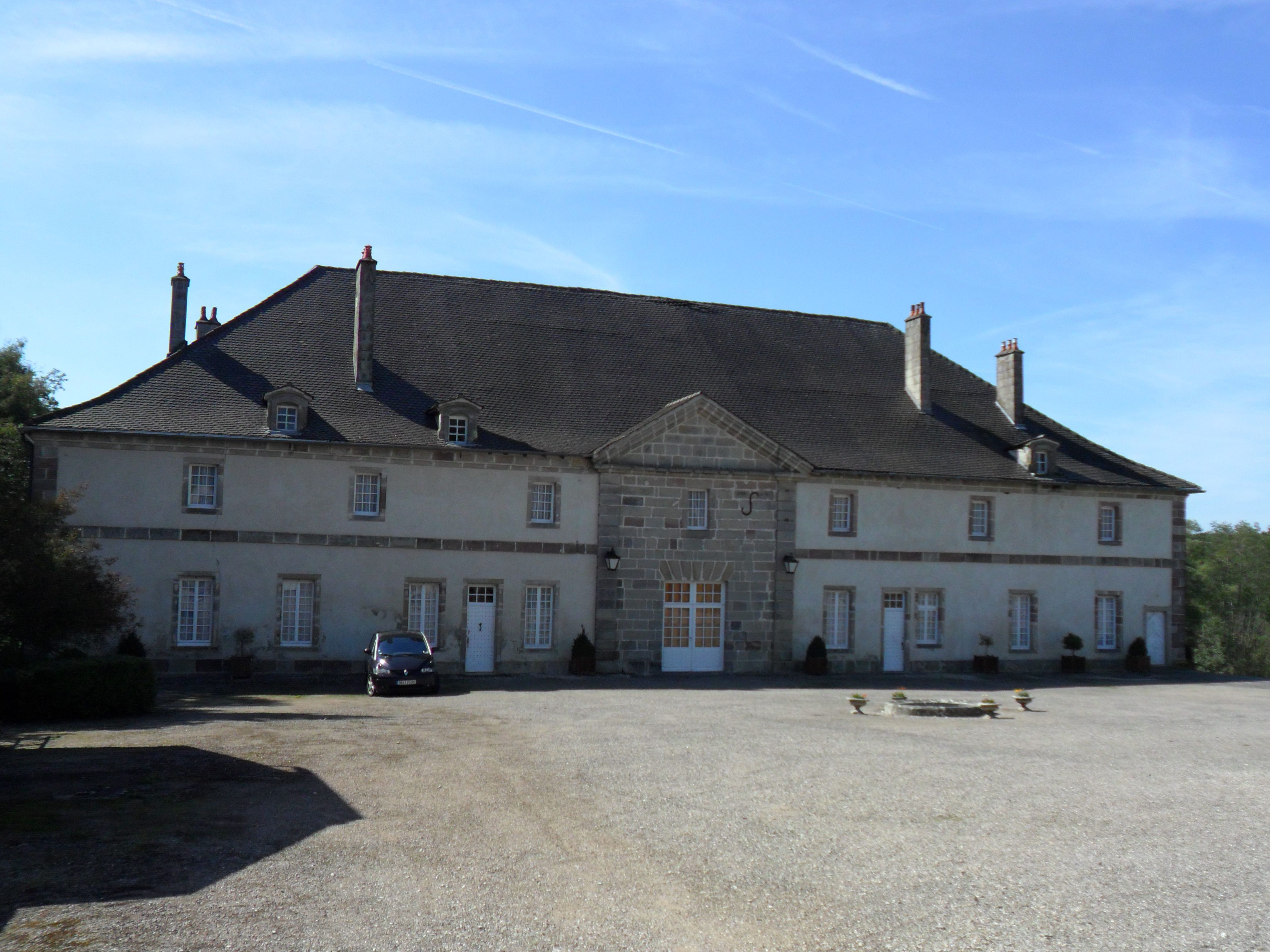
Schloss Thuillières
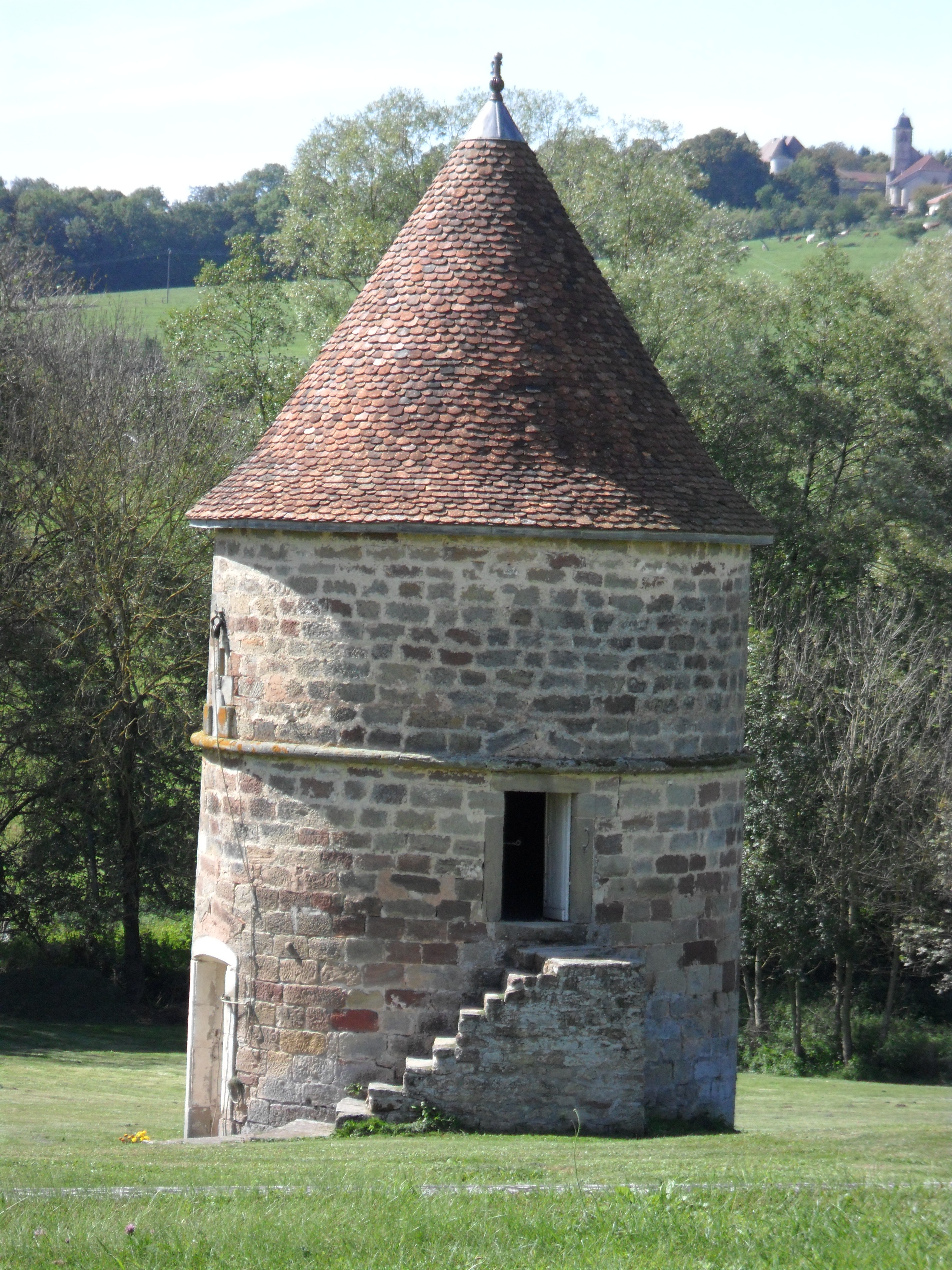
Taubenturm des Schlosses